# کلادیو بورتولوتو
کلادیو بورتولوتو (ایتالیایی: Claudio Bortolotto؛ زادهٔ ۱۹ مارس ۱۹۵۲) دوچرخه‌سوار اهل ایتالیا است.